# Коконопряд Мольтрехта
Коконопряд Мольтрехта (лат. Syrastrenopsis moltrechti) — ночная бабочка семейства коконопрядов. Назван в честь Арнольда Карловича Мольтрехта, врача и энтомолога-любителя из Владивостока, работавшего в первой половине XX века.

## Описание
Размах крыльев самца 36-38 мм, самки 54-56 мм. Крылья красно-коричневые, у самки светлее, передние с тремя поперечными косыми перевязями. Брюшко коричневое, мохнатое, у самок толстое.

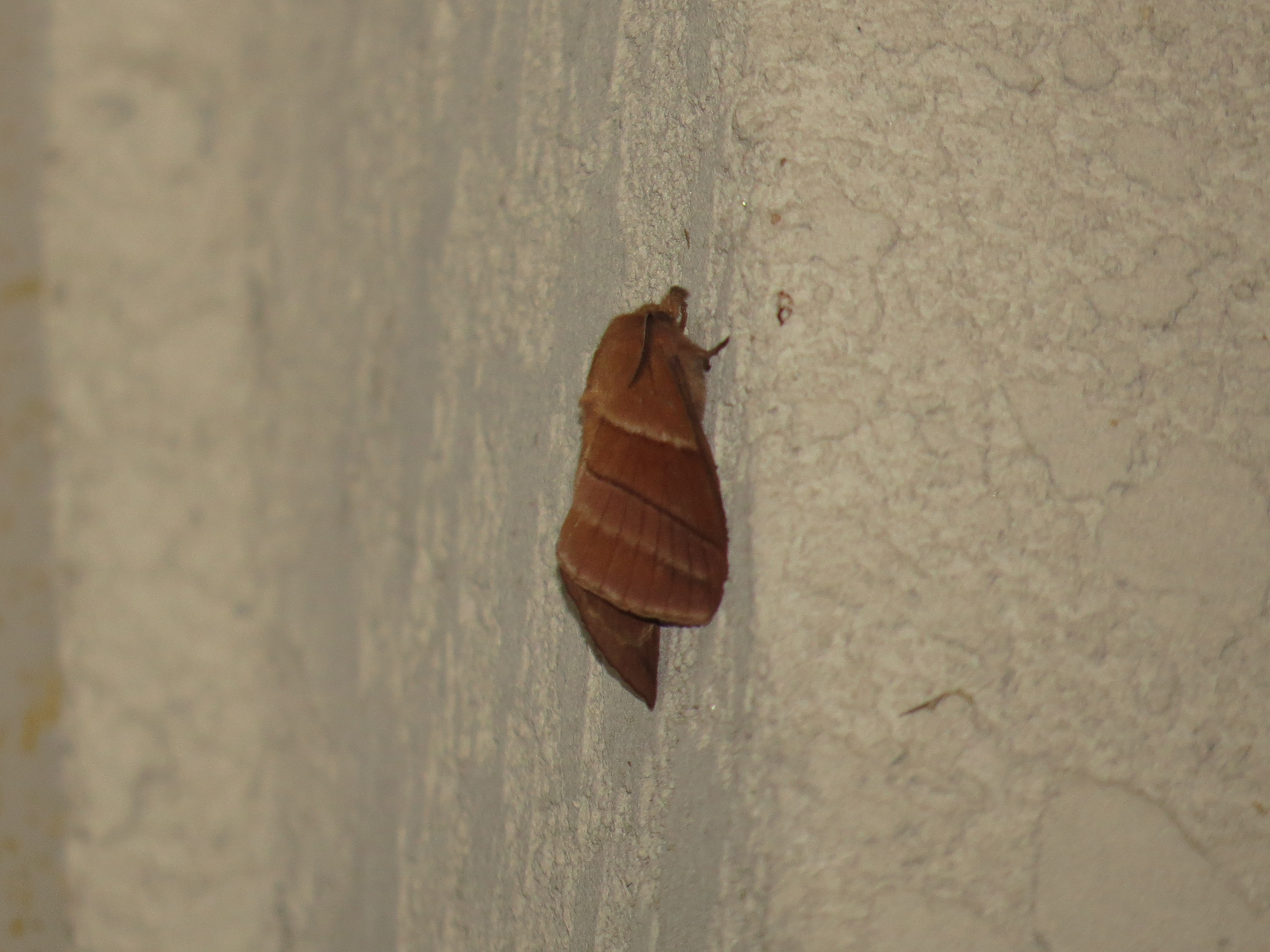
Самка, Южная Корея.

### Ареал
Россия: юг Хабаровского края по долине реки Амур на север до реки Анюй, Приморский край; Корея, Северо-Восточный и Северный Китай: Хэйлунцзян, Хэнань, Шэньси.

### Места обитания
Обитает в смешанных и широколиственных лесах, в садах и парках.

## Биология
Бабочки летают ночью, нередко прилетают на свет.
Даёт одно поколение в год. Бабочки летают с середины сентября по конец октября.

### Размножение
Кормовое растение гусениц — дуб.